# Cronus Airlines
Cronus Airlines war eine griechische Fluggesellschaft, die 2001 von Aegean Airlines übernommen wurde.

## Geschichte
Cronus Airlines wurde 1995 gegründet und nahm mit Flugzeugen vom Typ Boeing 737 den Flugbetrieb auf. Es wurden hauptsächlich ausländische Ziele mit touristischen Zielen in Griechenland verbunden. 2001 fusionierte Cronus Airlines mit der ebenfalls privaten Aegean Airlines zur Aegean Cronus Airlines. An der neuen Gesellschaft hielt Cronus etwas unter 25 %. Inzwischen ist die Fluggesellschaft komplett in Aegean Airlines umbenannt.

## Flotte
(Vor der Übernahme durch Aegean Airlines 2001)
| Flugzeug       | In Betrieb | Bestellungen | Luftfahrzeugkennzeichen        | Bemerkung              |
| -------------- | ---------- | ------------ | ------------------------------ | ---------------------- |
| Boeing 737-300 | 4          | 0            | SX-BBT, SX-BBU, SX-BGI, SX-BGK |                        |
| Boeing 737-400 | 2          | 0            | SX-BGH, SX-BGJ                 |                        |
| Boeing 737-700 | 0          | 1            |                                | wurde nie ausgeliefert |